# 周昌儒
周昌儒，字訒為，直隸宜兴县人，明朝政治人物，进士出身。

## 生平
天啓四年（1624年）周昌儒甲子科應天鄉試舉人，崇禎元年（1628年）戊辰科進士。累官福建建宁府知府。